# Drepanosticta forficula
Drepanosticta forficula är en trollsländeart som beskrevs av Douglas E. Kimmins 1936. Drepanosticta forficula ingår i släktet Drepanosticta och familjen Platystictidae. Inga underarter finns listade i Catalogue of Life.